# Judy Buxton
Judy Catherine Buxton (* 7. Oktober 1949 in Croydon, Surrey) ist eine britische Schauspielerin, die für ihre Rollen als Krankenschwester Katy Shaw in General Hospital (1972–1973), Susan Protheroe in By the Sword Divided (1983–1985) und Ruth Carpenter in On the Up (1990–1992) bekannt ist. Zudem spielte sie in mehreren Filmen mit, darunter Schlacht in den Wolken (1976) und Toten schlafen besser (1978) und hatte eine umfangreiche Bühnenkarriere bei der „Royal Shakespeare Company“.

## Leben und Karriere

### Frühe Jahre
Buxton wurde in Croydon, Surrey geboren und besuchte dort die „Croydon High School“ und machte ihren Abschluss im Jahr 1971 am „Rose Bruford College“. Sie hat eine ältere Schwester (Jane, * 1946).

### Karriere
Ihr Debüt gab Buxton 1972 in einer Folge der Fernsehserie Dixon of Dock Green, danach spielte sie in 26 Episoden der Fernsehserie General Hospital ihre erste bedeutende Rolle als Krankenschwester Katy Shaw. Es folgten weitere Rollen in beliebten Fernsehserien wie Public Eye (1975), Rising Damp (1977) Get Some In! (1977) und Die Füchse (1978), bevor sie Inga, Roj Blakes Cousine, in Blake’s 7 (1979) spielte.
Ihr Filmdebüt gab Buxton 1975 in dem Horrorfilm Der Teufel in ihr an der Seite von Joan Collins, wonach sie in den Komödien Zwei nette Früchtchen und Vagabund in tausend Nöten (beide 1976) auftrat. Nachdem Buxton in hochkarätigen Filmen wie Schlacht in den Wolken (1976) und Tote schlafen besser (1978) mitgespielt hatte, trat Buxton im Jahr 1979 der „Royal Shakespeare Company“ bei, wo sie bis 1982 Hauptrollen erhielt. Besonders bemerkenswert waren ihre Auftritte als Iphigenie in Die Griechen und als Julia in Romeo und Julia.
Als Buxton 1983 zum Fernsehen zurückkehrte, spielte sie die Hauptrolle der Susan Protheroe in By the Sword Divided bis zum Ende der Show 1985, bevor sie Rollen in Jim Bergerac ermittelt (1987) und Lovejoy (1991) erhielt. Von 1990 bis 1992 spielte sie neben Dennis Waterman und Joan Sims die Hauptrolle der Ruth Carpenter in der Fernsehkomödie On the Up.
In den späten 1980er Jahren sprach sie einige „My Little Pony–“Bücher und Kassettensets von „Tempo Talking Stories“. 2006 war Buxton Teil der Besetzung einer gut aufgenommenen britischen Tourneeproduktion von „Noël Cowards Star Quality“.

### Privatleben
Seit 2004 ist Buxton mit dem Schauspieler Jeffrey Holland verheiratet, der vor allem als Spike in Hi–de–Hi! bekannt ist.

## Filmografie (Auswahl)
- 1972: Dixon of Dock Green (Fernsehserie, 1 Folge)
- 1972–1973: General Hospital (Fernsehserie, 26 Folgen)
- 1974: Justice (Fernsehserie, 1 Folge)
- 1975: Public Eye (Fernsehserie, 1 Folge)
- 1975: Der Teufel in ihr
- 1976: Zwei nette Früchtchen
- 1976: Vagabund in tausend Nöten
- 1976: Schlacht in den Wolken
- 1977: Rising Damp (Fernsehserie, 1 Folge)
- 1977: Get Some In! (Fernsehserie, 1 Folge)
- 1978: Tote schlafen besser
- 1978: Die Füchse (Fernsehserie, 1 Folge)
- 1979: Blake’s 7 (Fernsehserie, 1 Folge)
- 1983–1985: By the Sword Divided (Fernsehserie, 12 Folgen)
- 1987: Jim Bergerac ermittelt (Fernsehserie, 1 Folge)
- 1990–1992: On the Up (Fernsehserie, 15 Folgen)
- 1991: Lovejoy (Fernsehserie, 1 Folge)
- 2012: Run for Your Wife
- 2014: Super Brainy Zombies (Kurzfilm)
- 2014: 50 Kisses
- 2014: Lily and the Revolution (Kurzfilm)
- 2015: Art Ache
- 2020–2023: Barmy Dale (Podcast–Serie, 6 Folgen)